# Morské oko
Morské oko (u prošlosti zvano Veľké Vihorlatské jazero) je jezero u planinama Vihorlat u istočnoj Slovačkoj i treće je najveće prirodno jezero u Slovačkoj. Nalazi se na nadmorskoj visini od 618 m, pokriva 0,13 km², a najvećom dubina je od 25,1 m. Iz jezera istječe rijeka Okna.
Najstariji poznati opis jezera nalazi se na dva zemljovida iz 1687. godine. Najranije službeno ime jezera jest Blatné jazero (njem. Blatto teich) i datira iz 1784. godine. Naziv Veľké Vihorlatské jazero uveden je 1933. godine.
Samo jezero je staništem 8 vrsta riba, međutim prirodne vrste su samo potočna pastrva (Salmo trutta m. fario), pijor (Phoxinus phoxinus) i brkica (Barbatula barbatula). Jezero je u prošlosti obitavala kalifornijska pastrva (Oncorhynchus mykiss), danas u jezeru prevladava klen (Squalius cephalus), koji nije autohtona vrsta.
Morské oko od 1984. ima status prirodnog rezervata površine 1,8 km² i dio je zaštićenog krajobraznog područja Vihorlat.

## Galerija
- Pogled na jezero
- Pogled na jezero
- Pogled na jezero
- Ljetnikovac Morské oko, izgrađen 1924.
- Pogled na jezero Morské oko s lokacije Sninský kameň.

## Vanjske poveznice
- Prirodni rezervat Morské Oko na Popisu zaštićenih područja i krajobraza Slovačke Republike, pristupljeno 24. travnja 2023.
- Morské oko - Sirava.net, pristupljeno 24. travnja 2023.
- Morské oko na Sirava.sk (slike)  Arhivirana inačica izvorne stranice od 4. travnja 2009. (Wayback Machine), pristupljeno 24. travnja 2023.